# پیرنا
شهر پیرنا (به آلمانی: Pirna) در ایالت زاکسن در کشور آلمان واقع شده‌است.